# Grosourdya
Grosourdya é um género botânico pertencente à família das orquídeas (Orchidaceae).

## Espécies
1. Grosourdya appendiculata (Blume) Rchb.f., Xenia Orchid. 2: 123 (1868)
2. Grosourdya bicornuta J.J.Wood & A.L.Lamb, Malesian Orchid J. 5: 58 (2010)
3. Grosourdya callifera Seidenf., Opera Bot. 95: 320 (1988)
4. Grosourdya incurvicalcar (J.J.Sm.) Garay, Bot. Mus. Leafl. 23: 181 (1972)
5. Grosourdya minutiflora (Ridl.) Garay, Bot. Mus. Leafl. 23: 181 (1972)
6. Grosourdya muscosa (Rolfe) Garay, Bot. Mus. Leafl. 23: 181 (1972)
7. Grosourdya pulvinifera (Schltr.) Garay, Bot. Mus. Leafl. 23: 181 (1972)
8. Grosourdya quinquelobata (Schltr.) Garay, Bot. Mus. Leafl. 23: 181 (1972)
9. Grosourdya tripercus (Ames) Garay, Bot. Mus. Leafl. 23: 181 (1972)
10. Grosourdya urunensis J.J.Wood, C.L.Chan & A.L.Lamb, Malesian Orchid J. 8: 13 (2011)
11. Grosourdya zollingeri (Rchb.f.) Rchb.f., Xenia Orchid. 2: 123 (1868)